# 苯异丙胺 (消歧义)
苯异丙胺（英語：Phenylisopropylamine）一般指药物β-苯异丙胺（C₆H₅CH₂CH(CH₃)NH₂）或β-氨基丙苯，苯异丙胺也可指：
- N-苯异丙胺（C₆H₅NHCH(CH₃)₂），N-异丙基苯胺（N-Isopropylaniline）的别名；
- α-苯异丙胺（C₆H₅C(CH₃)₂NH₂）或α-胺异丙苯，2-苯基丙-2-胺（2-Phenylpropan-2-amine）的别名；

氨基异丙苯则可指：
- “2-氨基异丙苯（英语：β-Methylphenethylamine）”，2-苯丙胺（2-Phenylpropylamine）的讹名，[1]应称“β-氨基异丙苯”（2是苯环邻位的位标[2]）；
- 邻氨基异丙苯（2-Aminoisopropylbenzene），邻异丙基苯胺（2-Isopropylaniline）的别名；
- 间氨基异丙苯（3-Aminoisopropylbenzene），间异丙基苯胺（3-Isopropylaniline）的别名；
- 对氨基异丙苯（4-Aminoisopropylbenzene），对异丙基苯胺（4-Isopropylaniline）的别名。